# Ichneumon aethalurus
Ichneumon aethalurus là một loài tò vò trong họ Ichneumonidae.